# Jacques de Zébédée
Pour les articles homonymes, voir Saint Jacques et Majeur.
Jacques, fils de Zébédée, ou Jacques le Majeur, ou saint Jacques (en grec : Ἰάκωβος, Iakôbos, de l'hébreu : יעקב, Ya'aqov) est un Juif de Galilée et l'un des Douze Apôtres de Jésus-Christ. Nommé « Jacques, fils de Zébédée » dans le Nouveau Testament, il est le frère de l'apôtre Jean. Tous deux sont des pêcheurs du lac de Tibériade.

## Nouveau Testament

### Les «Jacques» du Nouveau Testament
Plusieurs personnages se prénomment Jacques dans le Nouveau Testament : Jacques fils de Zébédée, l'un des Douze, frère de l'apôtre Jean ; Jacques fils d'Alphée, un autre des Douze, souvent associé à Thaddée et surnommé Jacques le Mineur dans la tradition romaine ; Jacques, le père de l'apôtre Jude (qui reste quasiment inconnu et la tradition ne l'a pas étudié) ; Jacques le Juste, frère (ou, selon l'Église latine, cousin) de Jésus, qui joue un rôle déterminant dans l'Église de Jérusalem.
Il convient d'ajouter le rédacteur de l'épître de Jacques, qui semble ne pas correspondre à aucune des personnes précédentes. Ce serait plutôt un « chrétien cultivé d'origine païenne de la deuxième ou de la troisième génération chrétienne », puisque le texte semble dater de la fin du Ier siècle ou du premier tiers du IIe siècle.

### Jacques, fils de Zébédée
Jacques, fils de Zébédée et de Marie Salomé, ou Jacques le Majeur, est mentionné dans les évangiles synoptiques (par exemple en Mc 3:17, Mt 10:2 et Lc 6:14) ainsi que dans les Actes des Apôtres (Ac 1:13). Il est le frère de l'apôtre Jean, et tous deux sont surnommés Boanerges, ce qui d'après l'évangile selon saint Marc veut dire « fils du tonnerre » (Mc 3,17). Le plus ancien évangile, celui de Marc, présente les deux frères comme des pêcheurs professionnels du lac de Tibériade, qui laissent leur barque pour suivre Jésus. Cet épisode est repris par Matthieu et Luc.

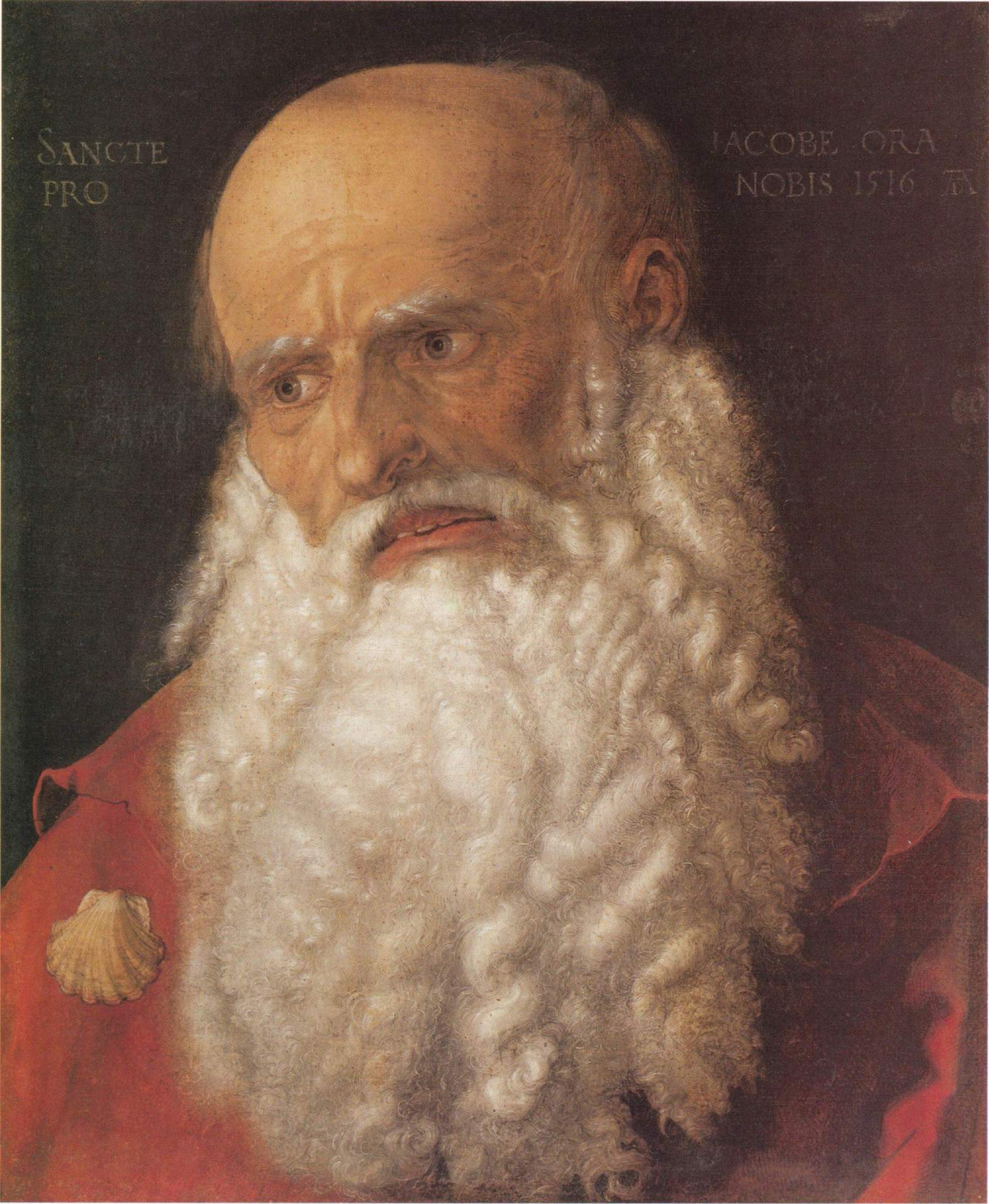
Saint Jacques par Albrecht Dürer (1516), galerie des Offices, Florence.

Avec Pierre et avec son frère André, Jacques est donc l'un des tout premiers disciples de Jésus. La tradition synoptique en fait l'un des trois principaux apôtres, puisqu'il est choisi avec Pierre et avec Jean comme témoin d'événements cruciaux de l'Évangile : la résurrection de la fille de Jaïre (le chef d'une synagogue), la Transfiguration sur une haute montagne et la prière de Jésus au mont des Oliviers. À l'instar des autres apôtres, il abandonne Jésus quand celui-ci est arrêté. Jacques est également cité parmi les disciples qui se trouvent dans la chambre haute lors de la descente de l'Esprit-Saint (Ac 1:13).
Sa mort en martyr est rapportée dans le Nouveau Testament : « Il (Hérode) fit périr par le glaive Jacques, frère de Jean » (Ac 12:2), au moment de l'arrestation de Pierre et il est ainsi décapité.

## Légendes ultérieures

### Le voyage en Espagne

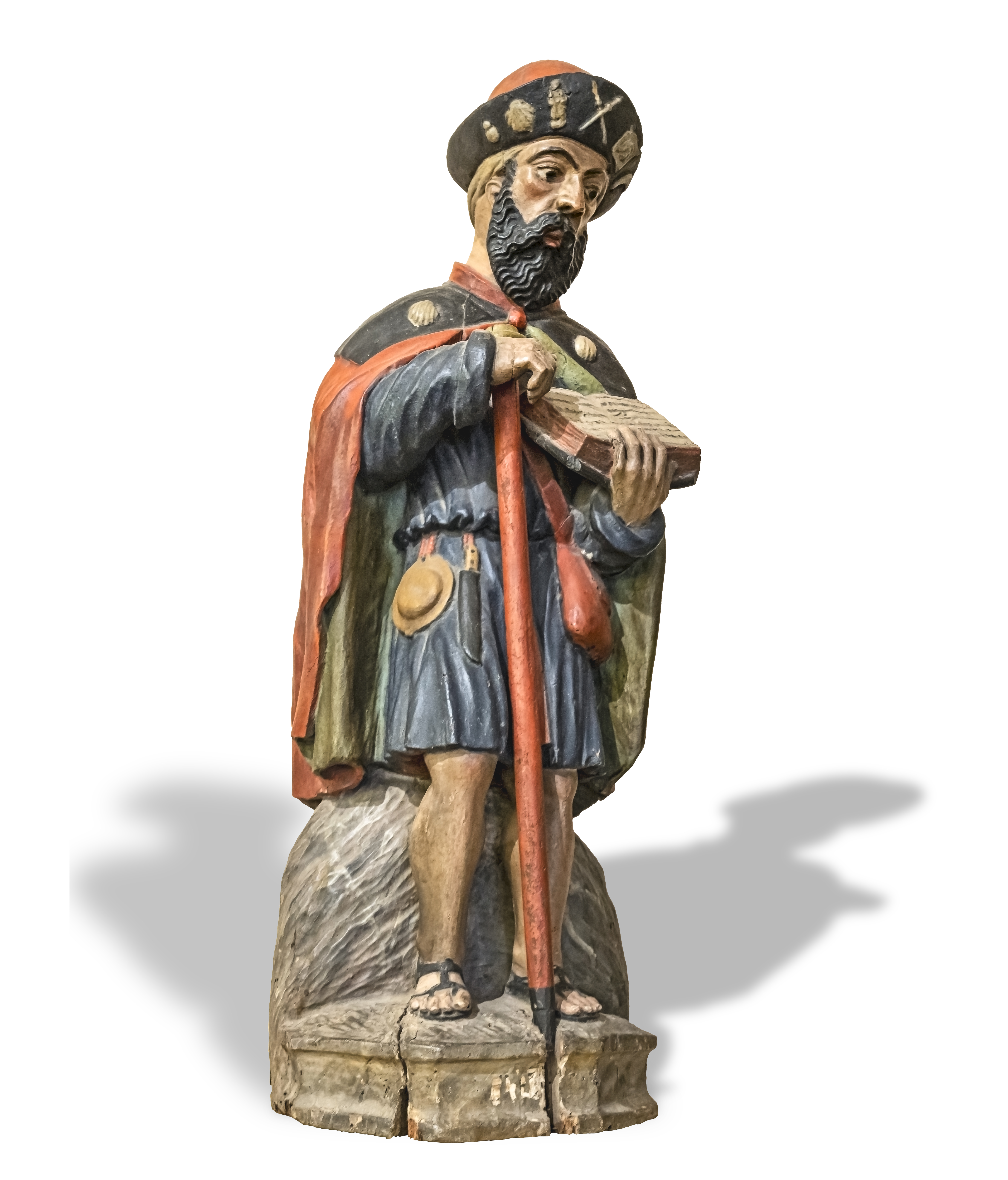
Statue de Jacques de Zébédée (XVIe siècle, musée du Pays rabastinois).

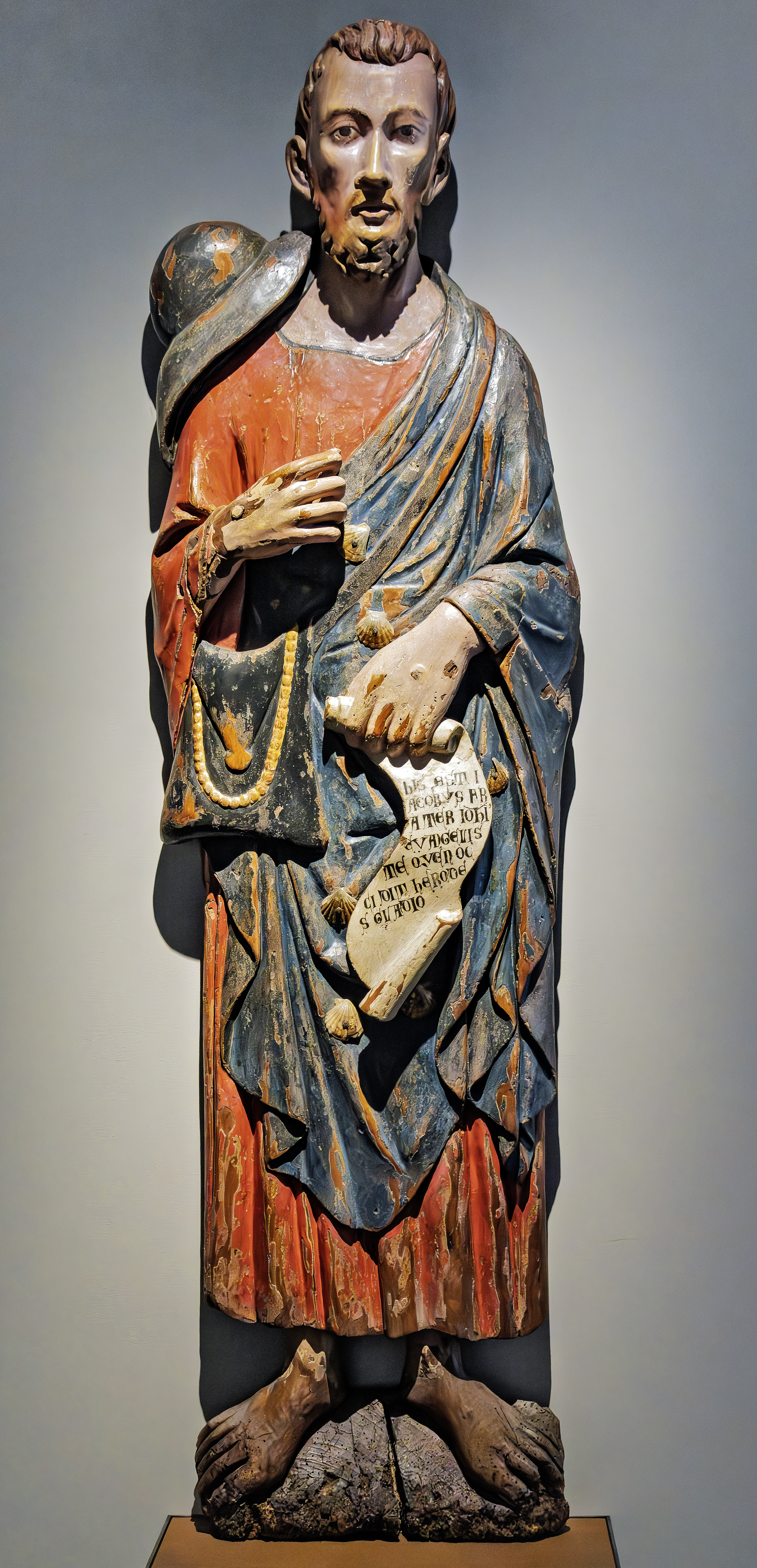
Statue de Jacques de Zébédée XVIe siècle, Musée Civique de Trevise.

Selon La Légende dorée de Jacques de Voragine, Jacques serait parti pour l’Espagne, en particulier pour la cité de Gadès (l’actuelle Cadix). 
Selon la tradition chrétienne transmise à partir des Catalogues apostoliques, des textes apocryphes grecs rédigés vers le début du VIIe siècle et remaniés en latin dans le breviarium apostolorum (« l’abrégé » ou « bréviaire des Apôtres »), il convertit seulement neuf[réf. souhaitée] personnes. Découragé, la Vierge Marie (alors en vie à Jérusalem) lui apparaît en l'an 40, à Saragosse, debout sur un pilier. Jacques persévère et amorce la diffusion du christianisme en Espagne.
Pour Bernard Gicquel, l'histoire de cette prédication en Espagne serait en fait une confusion avec le voyage missionnaire en Espagne de Paul de Tarse, alors que les catalogues ne mentionnent jamais l'Espagne.
À la suite d'une persécution à Jérusalem, Jacques retourne dans cette ville avec ses sept disciples (bientôt évêques) pour soutenir les croyants. C'est à cette occasion, selon la Légende dorée, qu'il affronte et convertit le magicien Hermogène. Il est tué en l'an 44, dans un endroit inconnu de Judée et son exécution provoque un soulèvement populaire. Sa dépouille est retenue par les persécuteurs. 
La supposée translation du corps de Jacques dans une barque amarrée dans la baie de Padrón est rapportée par le Codex Calixtinus, qui reprend un document du IXe siècle, la Lettre apocryphe du pape Léon. Les Catalogues apostoliques placent le lieu d'inhumation de Jacques dans l’Achaia Marmarica, une expression grecque qui peut désigner la région égyptienne de Marmarique, confusion probable avec Jacques le Mineur, dont la tradition mentionne qu'il fut crucifié en Basse-Égypte. Le nom aurait été déformé dans la traduction latine en arca marmorica », qui signifie « tombeau de marbre ». Or, la colline qui domine Compostelle et où le moine Pélage trouva vers 813 dans une nécropole chrétienne le supposé tombeau de Jacques s'appelait Arcis marmoricis.
Sa dépouille serait donc arrivée en bateau à Padrón, après une navigation tumultueuse, guidée par un ange. Son cercueil, sur un charriot tiré par des boeufs, guidés par trois proches disciples, aurait été d'abord rejeté, puis accueilli par une reine locale (la reine louve ou Lupa), dans sa propriété. Guidé par un champ d'étoiles, le moine ermite Pélage (ou : Pelay ou Paio) en fait donc la découverte vers l'an 813. Le 25 juillet 813, l'évêque d'Iria Flavia, Théodomir, reconnaît qu'il s'agit de la tombe de l'apôtre. Le roi des Asturies, Alphonse II le Chaste effectue le premier pèlerinage. 
Au IXe siècle, Charlemagne part pour délivrer le tombeau de Saint Jacques.

## Recherche historique
L'état actuel des recherches montre qu'il n'y a en dehors du Nouveau Testament aucune preuve de l'existence historique de Jacques. De fait, il n'existe aucune confirmation de la présomption que Jacques ait effectivement séjourné dans la péninsule ibérique.
La source la plus ancienne qui mentionne son séjour en Espagne est le Breviarium Apostolorum d'environ 600, où il est seulement affirmé qu'il a prêché en Espagne et « en des lieux occidentaux ». Cette idée a été par la suite reprise par divers auteurs (dont Isidore de Séville, Aldhelm de Sherborne et Beatus de Liébana), sans être développée.
Dans l'hymne O dei verbum patris ore proditum de la fin du VIIIe siècle Jacques est appelé saint et protecteur de l'Espagne. L'affirmation selon laquelle les os de Jacques ont été apportés en Espagne apparaît pour la première fois dans des documents du IXe siècle. Ils se réfèrent à la découverte de la tombe présumée de l'apôtre sous le roi Alphonse II des Asturies (791-842) qui est à dater d'après 818. Cette affirmation est peu crédible, car depuis la fin de l'Antiquité et pendant toute la période du royaume wisigoth en Ibérie, qui a duré jusqu'à la période 711-719, aucune sépulture de l'apôtre en Espagne n'est jamais mentionnée.

## Culte

### Iconographie

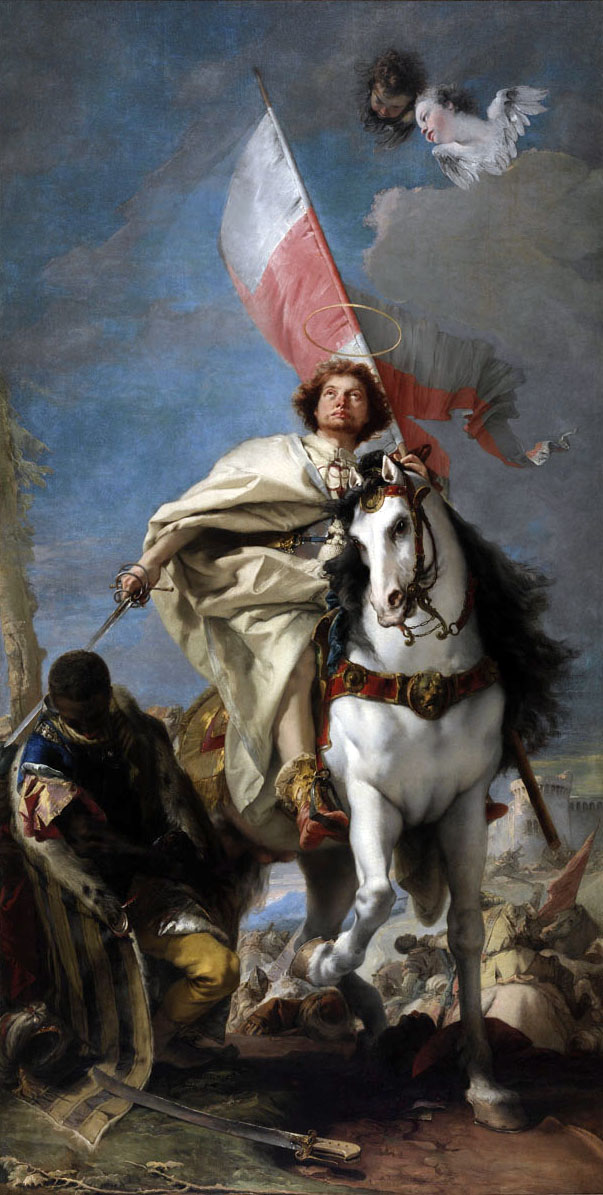
Saint Jacques le Grand vainqueur des Maures, de Giambattista Tiepolo (1749-1750), musée des Beaux-Arts de Budapest.

Les représentations les plus fréquentes de l'apôtre sont :
- en majesté, assis : c'est la figure auréolée du saint qui trône au dessus du maître autel de la cathédrale de Saint-Jacques-de-Compostelle ;
- en pèlerin, debout : à partir du XIIIe siècle, sous l’influence du pèlerinage de Compostelle, il porte la tenue traditionnelle du jacquet, avec le bourdon de pèlerin (le bâton), la besace, la calebasse (gourde), le mantelet (grande cape) et le chapeau de feutre à larges bords orné d'une coquille Saint-Jacques. Lorsque cette représentation inclut un chien, il s'agit non de saint Jacques mais de saint Roch. Parfois aussi, il porte une épée en souvenir de son martyre ;
- en tueur de Maures, armé d'une épée, chevauchant un cheval blanc appelé Jacques Matamore (en) (Santiago Matamoros).
- la décollation de Saint Jacques rappelle l'épisode de sa mise à mort.

Les symboles qui le représentent et qui permettent de le reconnaître sur les peintures et les sculptures sont :
- la coquille Saint-Jacques ;
- le bâton de pèlerin.

### Célébration
Il est fêté le 25 juillet en Occident, le 30 avril en Orient et le 30 décembre dans le rite mozarabe. L'islam le reconnaît également comme disciple de Jésus (ʿĪsā).

### Diffusion du culte de Jacques le Majeur en Sardaigne
Le culte de Jacques le Majeur s'est diffusé en Italie, ainsi qu'en Sardaigne, une île où celui-ci pourrait remonter jusqu'au Xe siècle,, pas avant, selon les recherches universitaires récentes.
Cette diffusion à travers la Méditerranée résulte assez probablement « d'intenses contacts politiques, culturels et économiques entre les royaumes de Calari, Torres, Gallura et Arborea et la ville de Pise et la Toscane, où le culte de Jacques était assez diffusé ». Au cours de son histoire, la Sardaigne a vécu d'importantes traditions religieuses et culturelles, pour certaines liées à la période de domination de cette île par la Catalogne et l'Aragon, puis par le royaume d’Espagne, léguant un héritage culturel et linguistique qui s'est fondu dans la culture sarde, comme en témoignent les 34 églises de l'île dédiées à Saint Jacques le Majeur.